# Балтійський провулок (Київ)
Балті́йський прову́лок — провулок у Оболонському районі міста Києва, місцевість Куренівка. Пролягає від вулиці Семена Скляренка до тупика.

## Історія
Провулок виник на початку XX століття під назвою Церковний — від розташованої поряд церкви Петра і Павла (закрита в 1930-ті роки, остаточно зруйнована 1987 року). Сучасна назва — з 1952 року.
У кінці 2010-х — на початку 2020-х років більшу частину непарного боку провулку (колишня територія склотарного заводу) забудовано багатоповерховими житловими будинками (ЖК «Навігатор»).

## Підприємства
- Київський склотарний завод (буд. № 23; до 2010-х років).

## Зображення

Адмінкорпус Склотарного заводу (будинок № 23, споруджено в 1950-х роках, знесено наприкінці 2010-х рр.)